# Krisztián Wittmann
Krisztián Wittmann (Székesfehérvár, 22 maggio 1985) è un cestista ungherese.

## Biografia
È figlio dell'ex calciatore Géza Wittmann.

## Carriera
Con l'Ungheria ha disputato i Campionati europei del 2017.

## Palmarès
- Campionato ungherese: 2

Szolnok Olaj: 2014-15, 2015-16
- Coppa d'Ungheria: 3

PVSK Panthers: 2008-09
Szolnok Olaj: 2015, 2016